# Come an' Get It
Pour les articles homonymes, voir Come and Get It.
Albums de Whitesnake
Ready an' Willing
(1980) Saints & Sinners
(1982)
Singles
1. Don't Break My Heart Again
Sortie : avril 1981
2. Would I Lie to You
Sortie : juin 1981

Come an' Get It est le quatrième album studio du groupe de hard rock britannique Whitesnake. Il sort le 11 avril 1981 sur le label Underdog Records (pour la France) et est produit par Martin Birch.

## Historique
Cet album est le troisième album du groupe en moins d'un an, en comptant celui en concert Live...in the Heart of the City. Il est enregistré aux Startling Studios (anciennement Ascot Sound Studios) dans le domaine de Tittenhurst Park, un manoir situé à Ascot dans le Berkshire, qui a été la propriété de John Lennon et appartient à l'époque à Ringo Starr. Il est enregistré sur trois périodes, juillet et septembre 1980 et janvier 1981.
Dans la continuité de Ready an' Willing, il adopte néanmoins un ton plus « festif » et très spontané. Il est le dernier album du groupe avec une formation stable, dès l'album suivant Saints and Sinners, la valse des musiciens s'installera.
Deux singles sont tirés de cet album, Don't Break My Heart Again et Would I Lie to You. Il se classent tous les deux dans les charts britanniques, respectivement à la 17e et à la 37e place.
L'album se classe à la 2e place au Royaume-Uni et est certifié disque d'or. Il reçoit aussi un excellent accueil en Allemagne où il se classe à la 20e place des Deutschen Musik Charts. Aux États-Unis, il atteint une modeste 151e place au Billboard 200.
En mars 2007, l'album est remasterisé et réédité avec six titres dans des versions inédites.

## Liste des titres
Toutes les chansons sont écrites et composées par David Coverdale, sauf indication.
| 1. | Come an' Get It            |                                                | 3:58 |
| 2. | Hot Stuff                  | Coverdale, Moody                               | 3:22 |
| 3. | Don't Break My Heart Again |                                                | 4:01 |
| 4. | Lonely Days, Lonely Nights |                                                | 4:14 |
| 5. | Wine, Women An' Song       | Coverdale, Moody, Marsden, Murray, Lord, Paice | 3:43 |

| 6.  | Child of Babylon   | Coverdale, Marsden        | 4:50 |
| 7.  | Would I Lie to You | Coverdale, Moody, Marsden | 4:30 |
| 8.  | Girl               | Coverdale, Moody, Murray  | 3:54 |
| 9.  | Hit an' Run        | Coverdale, Moody, Marsden | 3:21 |
| 10. | Till the Day I Die |                           | 4:27 |

| 11. | Child of Babylon (Alternate Rough Mix)                   | Coverdale, Marsden         | 4:28 |
| 12. | Girl (Alternate Version/Rough Mix)                       | Coverdale, Marsden, Murray | 4:07 |
| 13. | Come an' Get It (Rough Mix)                              |                            | 3:59 |
| 14. | Lonely Days, Lonely Nights (Alternate Version/Rough Mix) |                            | 4:13 |
| 15. | Till the Day I Die (Rough Mix)                           |                            | 4:44 |
| 16. | Hit an' Run (Backing Track)                              | Coverdale, Moody, Marsden  | 3:18 |

## Composition du groupe
- David Coverdale : chant
- Bernie Marsden : guitare électrique et acoustique, talkbox, chœurs
- Micky Moody : guitare électrique et acoustique, chœurs
- Jon Lord : claviers (orgue Hammond, piano, synthétiseur)
- Neil Murray : basse
- Ian Paice : batterie

## Charts et certifications

### Album

#### Charts
| Pays                          | Durée du classement | Meilleur classement | Date          |
| ----------------------------- | ------------------- | ------------------- | ------------- |
| Allemagne (GfK Entertainment) | 23 semaines         | 20e                 | 29 juin 1981  |
| États-Unis (Billboard 200)    | 6 semaines          | 151e                | 27 juin 1981  |
| Norvège (VG-lista)            | 6 semaines          | 26e                 | 25 mai 1981   |
| Royaume-Uni (UK Albums Chart) | 23 semaines         | 2e                  | 18 avril 1981 |
| Suède (Sverigetopplistan)     | 2 semaines          | 24e                 | 8 mai 1981    |

#### Certifications
| Pays        | Certification | Ventes    | Date              |
| ----------- | ------------- | --------- | ----------------- |
| Royaume-Uni | Argent        | 60 000 +  | 27 avril 1981     |
| Royaume-Uni | Or            | 100 000 + | 16 septembre 1981 |

### Singles
| Single                     | Chart              | Durée du classement | Position | Date          |
| -------------------------- | ------------------ | ------------------- | -------- | ------------- |
| Don't Break My Heart Again | (UK Singles Chart) | 9 semaines          | 17e      | 3 mai 1981    |
| Don't Break My Heart Again | (IRMA)             | 5 semaines          | 17e      | 27 avril 1981 |
| Would I Lie to You         | (UK Singles Chart) | 6 semaines          | 37e      | 7 juin 1981   |